# Сент Џон (Антигва и Барбуда)
Сент Џон (енгл. Saint John) или Свети Јован, једна је од осам територијалних јединица државе Антигва и Барбуда. 
Округ се налази на северозападу острва Антигва и укључује бројне локалитете који припадају округу: Ренфру, Абердин, Бенделс, Бренс Хамлет, Баклејс, Кук Њу Екстенжн, Кукс Хил, Кедар Гроу, Емануил, Фајв Ајландс и други.
Округ Сент Џон обухвата укупну површину од 66,96 km² и има око 49.225 становника (Попис из 2011. године). Административно седиште округа и уједно главни град државе Антигва и Барбуда се налази у насељу Сент Џонс.
Ово је уједно и највећи округ на острву Антигва и убедљиво најнасељенији округ ове карипске државе.